# Zeal Monachorum
Zeal Monachorum – wieś w Anglii, w hrabstwie Devon, w dystrykcie Mid Devon. Leży 23 km na północny zachód od miasta Exeter i 269 km na zachód od Londynu.